# Парижский песенник
«Пари́жский пе́сенник» (порт. Cancioneiro de Paris), также «Музыкальный песенник Masson 56» (порт. Cancioneiro musical Masson 56), или «Песенник Школы изящных искусств в Париже» (порт. Cancioneiro de l’École Supérieure de Beaux-Arts de Paris) — рукописный сборник XVI века, самый объёмный из сохранившихся нотированных португальских песенников эпохи Возрождения. Содержание песенника составляют небольшие одноголосные и многоголосные пьесы преимущественно в жанре вильянсико на испанские (кастильские) поэтические тексты (93 пьесы). Значительная часть пьес написана на португальские тексты (31). Авторы музыки и текстов в рукописи не указаны. Рукопись хранится в Национальной высшей школе изящных искусств в Париже (сигнатура RISM: F-Peb Masson 56).

## Манускрипт
Рукопись Ms. Masson 56 попала на хранение в библиотеку Школы изящных искусств в составе коллекции манускриптов, переданной промышленником Жаном Массоном (Jean Masson, 1856—1933).
«Парижский песенник» был обнаружен в 1965 году в Париже. Это самый большой по объёму песенник, скомпилированный в Португалии XVI века. Запись проводилась 8 переписчиками (8 рук). Содержит 130 композиций светской и религиозной тематики без указания авторов. 120 из них созданы придворными авторами на кастильском и португальском языках, а 5 относятся к религиозной тематике с текстами на латинском языке. Текст первой композиции записан на кастильском языке, последней 130-й — на португальском языке. Лист с музыкальной нотацией одной из 130 композиций затерялся, сохранился только текст. Из 129 пьес 124 являются светского характера и 5 религиозного с текстами на латинском языке. Из общего числа 129 музыкальных пьес 2 сохранились без текстов. Из 127 оставшихся 72 одноголосные, 55 многоголосные (3 пьесы для 2 голосов, 49 для 3 голосов и 3 для 4 голосов). 
Автор нового издания «Парижского песенника» Н. Раймунду определил музыкальный жанр как вильянсико, а его поэтическую форму (текст) — как вилансете. Среди 124 текстов светских композиций в 91 случае доминирует поэтическая форма вилансете, в 14 случаях — форма кантиг, в 6 — романсов, 2 тровы (trova четверостишие) и 2 серранильи. Кроме того имеются по 1 пьесе жанров кинтильи (quintilha, строфа из пяти стихов), copla real (королевская строфа), терцины (terça-rima) — эта последняя представляет единственный случай итальянского заимствования в Парижском песеннике. На кастильском языке созданы 93 текста, на португальском — 31, 5 на латыни и 1 на итальянском (всего 130 текстов). 
В общем содержимое может быть разделено на 3 части: в первой — вилансику (vilancicos, то же, что и вильянсико) для одного голоса, во второй — одноголосные романсы, тексты которых написаны на кастильском языке и имеют древнее испанское происхождение, в третьей — вилансику для трёх голосов, которые впоследствии были дополнены ещё 16 композициями, созданными позднее основной массы оригиналов.
Первая часть содержит исключительно одноголосные композиции. Некоторые из них встречаются в «Дворцовом песеннике» и изначально создавались для 3-х и 4-х голосов. По большей части эти пьесы относятся к наиболее раннему слою кодекса, датируемому предположительно 1505 годом. Одна из них создана между 1507 и 1510 годами, другая относится к 1519—1520 годам. Декламационный и музыкальный стиль некоторых композиций подсказывает датировку 1530-х годов. В первой части одноголосных светских пьес в 89 % текстов доминирует поэтическая форма вилансете, кантиги в 7 %, серранильи в 3 %, и 1 кинтильи 2 %. По принадлежности эта часть разделяется на 2 большие группы: 1-я — куртуазная любовь (54 %), 2-я — серрануш (serranos) народного и деревенского происхождения, пасторали и кантиги о друге (44 %). Тексты 1-й группы создавались авторами XV века и начала XVI века, хотя некоторые из них несут черты гуманизма.
Палеографический анализ португальских текстов показал, что они записаны португальцами, о чём свидетельствуют написания диграфов lh, nh вместо ll, ñ. Основа антологии составлялась в 1550—1570 годы (1-я, 2-я и 3-я рука), после чего вставлялись уточнения и дополнения в 1560—1590 годы (4-я, 5-я и 6-я рука) и в 1580—1650 годы (7-я и 8-я рука).
После выдвижения Хуаном Руисом Хименесом (Juan Ruiz Jiménez) в начале XXI века гипотезы о том, что под именами Педру де Эшкобара и Педру ду Порту следует подразумевать двух разных композиторов, авторство № 8 и № 20 ставится под вопрос.

## Издания
- Reynaud F. Le Chansonnier Masson 56: description, édition diplomatique des textes et concordances. 2 vols. PhD diss. Poitiers: Université de Poitiers, 1968.
- Raimundo N. O Cancioneiro musical de Paris : Uma nova perspectiva sobre o manuscrito F-Peb Masson 56 :  [порт.] : in 2 vol. / Nuno de Mendonça Freire Nogueira Raimundo. — Lisboa : Universidade Nova de Lisboa, 2017. — 489 p. (дипломная работа в Новом ун-те Лиссабона)